# Georges de la Chapelle
Luc Henri Hervé Guy Gardye de la Chapelle (Farges-Allichamps, 16 luglio 1868 – 27 agosto 1923) è stato un tennista francese.

## Biografia
Partecipò ai Giochi della II Olimpiade di Parigi al torneo di doppio di tennis, dove vinse la medaglia di bronzo con André Prévost.